# Мануховка (Сумская область)
Мануховка (укр. Манухівка) — село,
Мануховский сельский совет,
Путивльский район,
Сумская область,
Украина.
Код КОАТУУ — 5923885001. Население по переписи 2001 года составляло 420 человек.
Является административным центром Мануховского сельского совета, в который, кроме того, входит село
Ивановка.

## Географическое положение
Село Мануховка находится на правом берегу реки Сейм,
выше по течению на расстоянии в 2,5 км расположено село Бояро-Лежачи,
ниже по течению на расстоянии в 2 км расположено село Ивановка,
на противоположном берегу — сёла Новые Вирки (Белопольский район) и Старые Вирки (Белопольский район).
Река в этом месте извилистая, образует лиманы, старицы и заболоченные озёра.

## История
- Село Мануховка впервые упоминается в исторических источниках в 1718 году[4].
- На околице села Мануховка обнаружено поселение неолита, поселения бронзового и раннего железного веков.
- До революции в с. Мануховка размещалась экономия известных в Российской империи украинских сахарозаводчиков и меценатов Терещенко, которой руководил Николай Николаевич Зайцев.

## Экономика
- «Мануховка», ООО.

## Объекты социальной сферы
- Школа I—II ст.

## Известные жители и уроженцы
- Задорожная, Тамара Григорьевна (род. 1936) — Герой Социалистического Труда.